# Liste der Gemeinden nach Anteil der sorbischsprachigen Bevölkerung

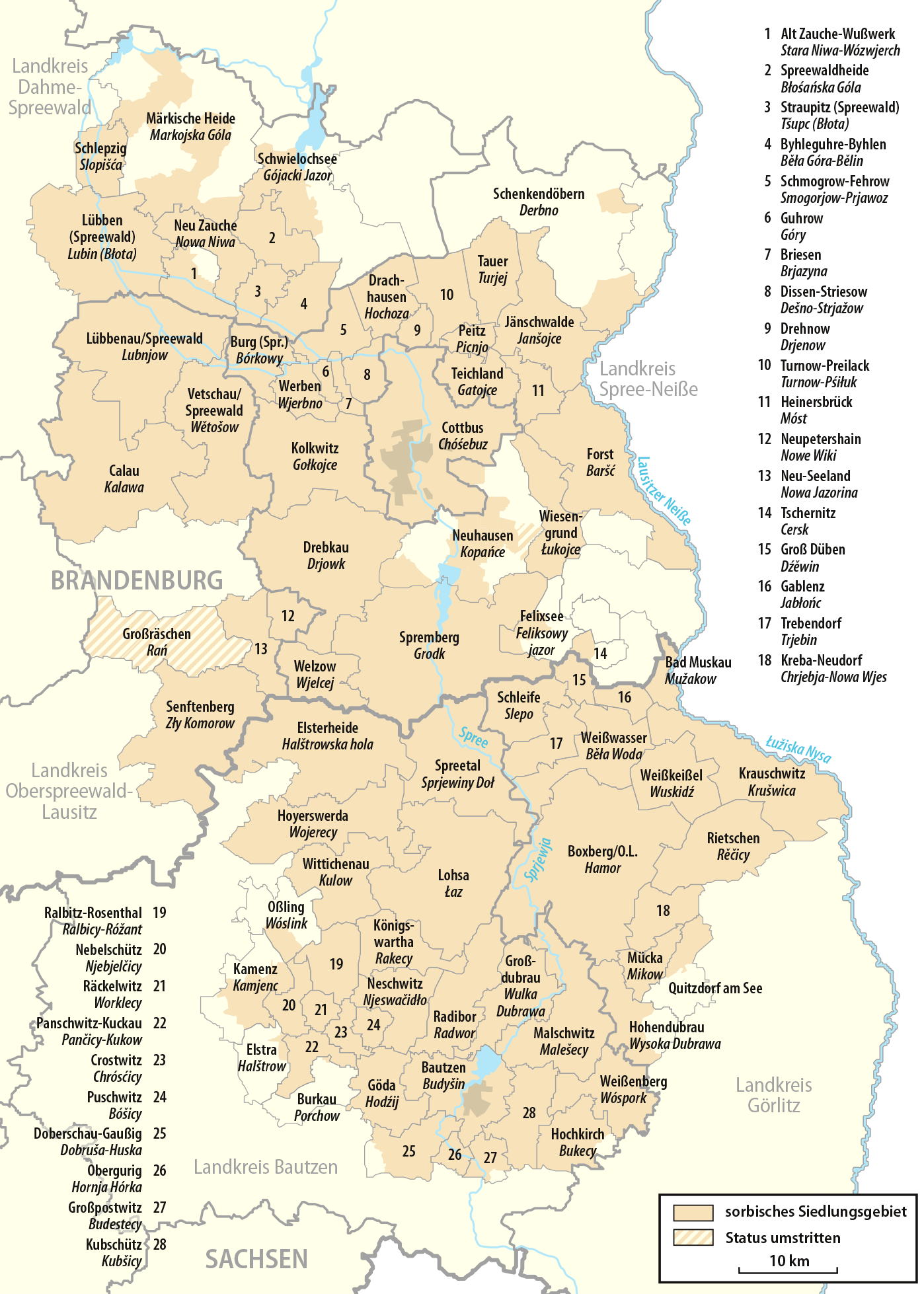
Das offiziell anerkannte Siedlungsgebiet der Sorben

Die Liste der Gemeinden nach Anteil der sorbischsprachigen Bevölkerung zeigt die Gemeinden in Deutschland, die sich offiziell zum sorbischsprachigen Siedlungsgebiet zuordnen und deren Anteil der Personen mit Sorbischkenntnissen. Hierbei werden Untersuchungen aus den Jahren 1993 und 1995 für die Niederlausitz und 2001 für die Oberlausitz herangezogen. 
Freistaat Sachsen
- Landkreis Bautzen (28 von 57 Gemeinden): 
  - Bautzen
  - Burkau
  - Crostwitz: 85,4 %
  - Doberschau-Gaußig
  - Elsterheide
  - Elstra
  - Göda
  - Großdubrau, in Sdier: ca. 20 %
  - Großpostwitz
  - Hochkirch: ca. 10 %
  - Hoyerswerda
  - Kamenz
  - Königswartha
  - Kubschütz
  - Lohsa
  - Malschwitz
  - Nebelschütz: 66 %
  - Neschwitz
  - Obergurig
  - Oßling
  - Panschwitz-Kuckau: 50,7 %
  - Puschwitz
  - Räckelwitz: 61,9 %
  - Radibor: ca. 70 %
  - Ralbitz-Rosenthal: 85,4 %
  - Spreetal
  - Weißenberg
  - Wittichenau: 35 %[1]
- Landkreis Görlitz (14 von 53 Gemeinden): 
  - Bad Muskau
  - Boxberg/O.L.
  - Gablenz
  - Groß Düben
  - Hohendubrau
  - Krauschwitz
  - Kreba-Neudorf
  - Mücka
  - Quitzdorf am See
  - Rietschen
  - Schleife
  - Trebendorf: 30,2 %
  - Weißkeißel
  - Weißwasser/Oberlausitz

Brandenburg
- Stadt Cottbus: 15,4 % in Döbbrick; 5,7 % in Merzdorf; Gesamt: ca. 1,5 %
- Landkreis Spree-Neiße (23 von 29 Gemeinden):
  - Briesen
  - Burg (Spreewald): 20,6 % (Burg-Kolonie), 21,4 % (Müschen), 15,7 % (Burg-Kauper)
  - Dissen-Striesow: 28,9 % (Dissen)
  - Drachhausen
  - Drebkau
  - Drehnow: 16,0 %
  - Felixsee
  - Forst (Lausitz)
  - Guhrow: 19,4 %
  - Heinersbrück
  - Jänschwalde: 18,9 %
  - Kolkwitz: 16,6 % (Babow), 15,3 % (Zahsow)
  - Neuhausen/Spree
  - Peitz: ca. 4 %
  - Schenkendöbern
  - Schmogrow-Fehrow: 25,7 % (Fehrow)
  - Spremberg: ca. 1 %
  - Tauer: 16,3 %
  - Teichland: 23,5 % (Neuendorf)
  - Turnow-Preilack: 20,3 % (Preilack), 25 % (Turnow, Deutsch und Sorbisch als Muttersprache)
  - Welzow
  - Werben
  - Wiesengrund
- Landkreis Dahme-Spreewald (7 von 37 Gemeinden): 
  - Byhleguhre-Byhlen
  - Lübben (Spreewald)
  - Märkische Heide
  - Neu Zauche
  - Schlepzig
  - Spreewaldheide
  - Straupitz
- Landkreis Oberspreewald-Lausitz (6 von 25 Gemeinden): 
  - Calau
  - Lübbenau/Spreewald
  - Neupetershain
  - Neu-Seeland
  - Senftenberg
  - Vetschau/Spreewald: ca. 2 %